# Графство Шверин
Графството Шверин (на немски: Grafschaft Schwerin) е територия на Свещената Римска империя от 1161 до 1358 г.

## История
Графството Шверин е създадено през 1161 г., след като Хайнрих Лъв завладява замък Шверин от вендите. Той предава територията на своя близък от свитата Гунцелин фон Хаген († 1185), който от 1167 до 1185 г. е граф на Шверин. През 1203 или 1204 г. към графството идват от Дания териториите Витенбург и Бойценбург от бившето графство Ратцебург през 1203 или 1204 г.
Старата линия на фамилията Шверин измира през 1344 г., младата линия във Витенбург остава без мъжки наследник през 1357 г. През 1358 г. Николаус I, граф на Текленбург, продава графството Шверин на херцог Албрехт II от херцогство Мекленбург. Херцозите на Мекленбург носят оттогава титлата „граф на Шверин“.
Средновековните графове на Шверин не са роднини с тези от мекленбургската фамилия фон Шверин, които за пръв път са издигнати на графове на 11 септември 1700 г.